# Municipio de La Belle (Dakota del Sur)
El municipio de La Belle (en inglés: La Belle Township) es un municipio ubicado en el condado de Marshall en el estado estadounidense de Dakota del Sur. En el año 2010 tenía una población de 70 habitantes y una densidad poblacional de 0,64 personas por km².

## Geografía
El municipio de La Belle se encuentra ubicado en las coordenadas 45°52′43″N 97°24′36″O / 45.87861, -97.41000. Según la Oficina del Censo de los Estados Unidos, el municipio tiene una superficie total de 109,92 km², de la cual 108,46 km² corresponden a tierra firme y (1,33 %) 1,46 km² es agua.

## Demografía
Según el censo de 2010, había 70 personas residiendo en el municipio de La Belle. La densidad de población era de 0,64 hab./km². De los 70 habitantes, el municipio de La Belle estaba compuesto por el 94,29 % blancos, el 4,29 % eran amerindios y el 1,43 % eran de una mezcla de razas. Del total de la población el 0 % eran hispanos o latinos de cualquier raza.